# Ponte Agripa
El Ponte Agripa (en latín: Pons Agrippae) fue un antiguo puente romano sobre el río Tíber en Roma. Estaba situado a 160 metros curso arriba del actual Ponte Sisto, y se conoce su existencia gracias a un cippus inscrito establecido por los curatores riparum durante el Principado del emperador Claudio, lo que sugiere que fue construido durante o antes del reinado de éste. Fue restaurado en el año 147. 

## Historia
El puente lleva el nombre de Marco Vipsanio Agripa, amigo íntimo del emperador Augusto. Agripa se casó con Julia la Mayor, hija de Augusto, y la pareja vivió en una villa en la orilla opuesta del río Tíber. Para conectar su villa con el Campo de Marte, donde Agripa había construido varios monumentos importantes, como las termas que llevan su nombre, se ha sugerido que Agripa hubiera mandado levantar este puente.
En 1887 se descubrieron los restos de cuatro pilares del puente, que todavía son algo visibles en la orilla derecha, pero que están, en su mayoría, bajo el agua. Sobrevivió hasta la Edad Media, conectando la zona del Palacio Farnesio con la Villa Farnesina, supuestamente construida en el lugar de la villa de Agripa. Un arco del puente que conectaba el Palacio Farnesio con el Pons Agrippae sigue intacto. Fue demolido durante el papado de Sixto IV, quien ordenó la construcción de un nuevo puente, el Ponte Sisto, cuyas obras se iniciaron en el año 1453, con la obra a cargo del arquitecto Baccio Pontelli.